# William Borm
 (juillet 2023).
Si vous disposez d'ouvrages ou d'articles de référence ou si vous connaissez des sites web de qualité traitant du thème abordé ici, merci de compléter l'article en donnant les références utiles à sa vérifiabilité et en les liant à la section « Notes et références ».
William Borm, né le 7 juillet 1895 à Hambourg et mort le 2 septembre 1987 à Bonn, est un homme politique allemand du Parti libéral-démocrate (FDP). Il est membre du Bundestag de 1965 à 1972 et membre du comité exécutif national du FDP de 1960 à 1982. Plusieurs années après sa mort, on découvre que depuis la fin des années 1950, il est un agent de la Stasi, le service de sécurité de la République démocratique allemande ,.

## Biographie
William Borm est le fils d'un marchand de meubles, et a grandi avec son oncle à Bautzen. Il obtient son diplôme d'études secondaires en 1914.
Pendant la Première Guerre mondiale, il est, de 1915 à 1918, engagé volontaire dans un régiment de hussards.
Il étudie l'économie à l'université Humboldt de Berlin. En 1929, il fonde une société d'électro-acoustique.
Pendant la Seconde Guerre mondiale, il est nommé en 1940 comme Wehrwirtschaftsführer. Après 1945, il devient président du comité de l'industrie dans le secteur américain de Berlin.

### Carrière politique
De 1924 à 1933, William Borm est membre du Parti populaire allemand (DVP).
En 1945, il rejoint le Parti libéral démocrate (LDP) et devient président de la commission de l'industrie.
De 1948 à 1950, il est vice-président régional du LDP.
En 1950, il est arrêté par la Volkspolizei de la RDA au poste frontière d'Eisenach - Wartha. Deux ans plus tard, il est condamné à dix ans de prison par le tribunal de Greifswald pour « incitation à la guerre et boycott ». Il est détenu dans les prisons de Bützow-Dreibergen, Luckau et Cottbus. À la fin des années 1950, il s'engage à coopérer avec la Hauptverwaltung Aufklärung et est libéré de prison le 28 août 1959.
De 1960 à 1969, il est président du Parti libéral-démocrate (FDP) de Berlin et président honoraire de 1972 à 1982. Il est membre du Comité exécutif fédéral du FDP de 1960 à 1982 et de 1963 à 1967, membre de la Chambre des députés de Berlin. De 1965 à 1972, il est membre du Bundestag.
Le 20 octobre 1969, en tant qu'Alterspräsident (« doyen »), il ouvre la première réunion du sixième Bundestag. En 1967, il est cofondateur des Republikanischer Club (« Club des républicains »). Après l'éclatement de la coalition social-démocrate (SPD) - FDP en 1982, il quitte le FDP et participe à la fondation du parti des Libéraux-démocrates (LD). Peu de temps après, il retire de la vie politique.
William Borm reçoit la Grand-Croix du Mérite de la République fédérale d’Allemagne en 1970 et la Grand-Croix du Mérite avec étoile en 1975, la médaille Ernst Reuter de l’État de Berlin en argent en 1975 et la médaille Carl von Ossietzky en 1982. En septembre 1985, il reçoit un doctorat honorifique de l’Université de Leipzig.

### Agent de la Stasi
William Borm a toujours maintenu des contacts étroits avec la Stasi, en tant que « collaborateur officieux » sous le pseudonyme « Olaf ». Il rencontre régulièrement le chef du renseignement extérieur Markus Wolf et des officiers traitants de l'Allemagne de l'Est.  Selon le lieutenant-colonel de la Stasi Günter Bohnsack, les services de renseignement de la RDA ont écrit de nombreux discours de William Borm dans les années 1960. Son discours en tant que président par intérim du Bundestag, le 20 octobre 1969, a été rédigé par Markus Wolf. Après que l'agent de la Stasi Johanna Olbrich alias « Sonja Lüneburg »  ait été placée comme secrétaire aux côtés de William Borm en 1969. En 1978, la Stasi installe le politologue Jürgen-Bernd Runge comme secrétaire personnel de William Borm à Bonn. Aucun des trois hommes ne connaissait la coopération des autres avec la Stasi.
Politiquement, William Borm fait campagne pour un accord avec la RDA. En 1966, il propose de négocier avec la RDA la réadmission du parti communiste allemand (KPD), en échange d'une plus grande liberté de mouvement pour les Berlinois de l'Ouest. En 1979, il appelle à la reconnaissance de la loi sur la citoyenneté en RDA. En 1981, il s'engage publiquement pour le mouvement pacifiste contre l'OTAN dans la crise des euromissiles en prenant la parole, le 10 octobre, devant 250 000 personnes au Bonner Hofgarten. La même année, il s'oppose au ministre des Affaires étrangères Hans-Dietrich Genscher, l'accusant de travailler à la réunification allemande, sapant ainsi la politique de détente européenne.
Publiquement, William Borm prône le libéralisme. Cependant, en 1979, il déclare, dans une conversation secrète, avec Herbert Häber du Comité central du Parti socialiste unifié d'Allemagne de l'Est (SED) que l'idée du socialisme est bien mais que sa mise en œuvre, en RDA, n'est pas encore suffisamment attrayante. Il précise que cela ne doit pas être considéré comme une critique.

### Vie privée
William Borm est marié. Il a un fils et une fille. Il est membre de la loge maçonnique berlinoise Am Berge der Schönheit (« Sur les montagnes de beauté ») . Son apparence de gentleman lui vaut le surnom de « Sir William » de la part de ses amis et du chef du service de renseignement est-allemand.

## Reconnaissance
En septembre 1985, il reçoit un doctorat honorifique de l’Université de Leipzig.
À sa mort, en 1987 la ville de Berlin lui offre une Ehrengrab au cimetière de Zehlendorf. Mais après la révélation de sa collaboration avec la Stasi, cet honneur est abrogé par une résolution du Sénat de Berlin le 8 septembre 2009.

## Distinctions
William Borm reçois la Grand-Croix du Mérite de la République fédérale d’Allemagne en 1970 et la Grand-Croix du Mérite avec étoile en 1975, la médaille Ernst Reuter de l’État de Berlin en argent en 1975 et la médaille Carl von Ossietzky en 1982.